# إن بي أو راديو 2

شعار راديو 2 المستخدم حتى عام 2014.

إن بي أو راديو 2 هو قناة إذاعية في هولندا، تذيع بشكل أساسي الأغاني الكلاسيكية.

## تاريخ
نشأت القناة في عام 1947 باسم «هيلفرسوم 1»، ثم غيرت اسمها إلى راديو 2 عام 1985، ثم أصبحت «أن بي أو راديو 2» في عام 2014.